# XCOR Lynx
O XCOR Lynx foi uma nave espacial suborbital movido a foguete com decolagem e aterrissagem horizontal, proposta pela empresa XCOR Aerospace com sede na Califórnia para competir no mercado emergente em voo espacial suborbital. O Lynx foi projetado para transportar um piloto, um passageiro com bilhete, e / ou uma carga ou pequenos satélites acima de 100 km de altitude. Em agosto de 2012, o bilhete de passagem havia sido previsto para custar 95 mil dólares.
O conceito vinha sendo desenvolvido desde 2003, quando uma nave espacial suborbital de duas pessoas foi anunciado com o nome Xerus. Fabricação e montagem do Lynx Mark I está em andamento, com o primeiro voo da nave espacial não é esperada antes de 2014.